# Hringhorni

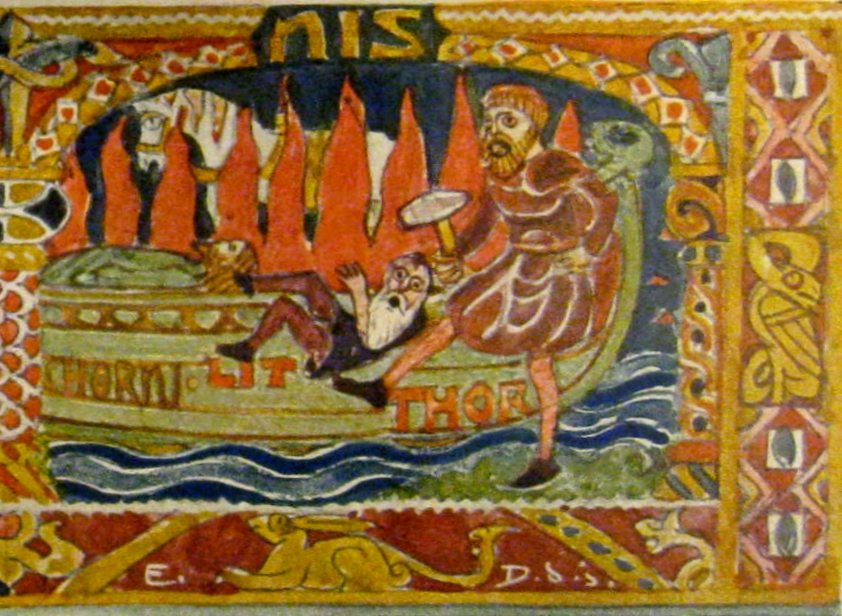
Thor donne un coup de pied à Litr sur le bateau funéraire de Baldr's (illustration par Emil Doepler).

Dans la mythologie nordique, Hringhorni est le nom du bateau funéraire du dieu Baldr, décrit comme le "plus grand de tous les navires ". 

## Mythologie

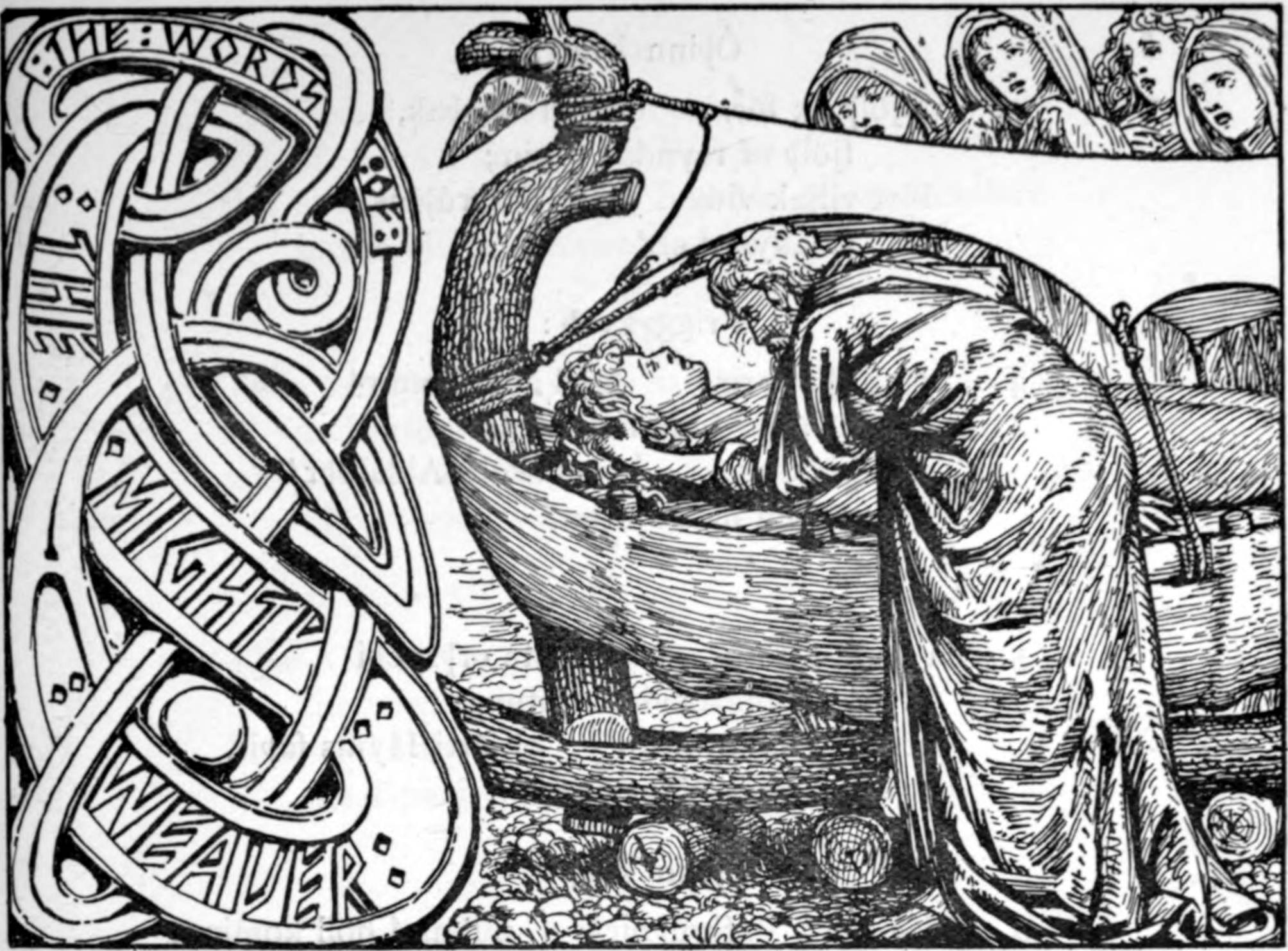
Odin murmurant à l'oreille de Balder avant qu'il ne soit brûlé par le feu (illustration Vafþrúðnismálpar WG Collingwood, 1908).

Selon Gylfaginning, après le meurtre de Baldr par Loki, les dieux l'ont allongé sur un navire. Ils l'auraient lancé dans l'eau et allumé un bûcher funéraire pour Baldr. Le bateau avec une taille importante a été déplacé par la géante Hyrrokkin, qui a été envoyée à Jötunheim. Elle jeta alors le vaisseau si violemment sur les rouleaux à la première poussée que des flammes apparurent et la terre trembla, au grand dam de Thor.  
Avec Baldr, sa femme Nanna a également été portée au bûcher funéraire après sa mort de chagrin. Alors que Thor consacrait le feu avec son marteau Mjolnir, un nain nommé Litr a commencé à batifoler à ses pieds. Thor l'a ensuite frappé dans les flammes et le nain a également été brûlé. La signification de cet événement apparemment fortuit est spéculative mais peut peut-être trouver un parallèle dans le rituel religieux. Parmi les autres artefacts et créatures sacrifiés sur le bûcher de Hringhorni se trouvaient la bague en or Draupnir d'Odin et le cheval de Baldr avec tous ses atours.

## Texte
Le nom du navire Hringhorni n'apparaît que dans l'Edda de Snorre Sturlasson, et dans l'une des tulipes nommées qui, dans certains manuscrits, accompagnent l'autre partie de l'ouvrage.